# Bam
Bam (del farsí: بم) es una ciudad en la provincia de Kermán, en el sudeste de Irán, que rodea a la ciudadela de Bam. Antes del terremoto de 2003 según el registro oficial estaba habitada por unas 90 000 personas. Bam es conocida por la producción de cítricos y dátiles.
El 26 de diciembre de 2003 un terremoto de 6.6 grados en la escala de Richter asoló la zona, dejando en ruinas a la ciudad y a la ciudadela de Arg-é Bam y matando a 40 000 personas (cerca del 60 % de la ciudad). Tras el horrendo suceso, que dejó la ciudad destrozada, esta se intenta recuperar con ayuda del gobierno iraní y de ayudas internacionales.
La ciudad de Bam y su paisaje cultural fue declarado Patrimonio de la Humanidad por la Unesco en el año 2004 y se amplió en 2007. En el año 2004 el sitio fue inscrito en la lista del Patrimonio de la Humanidad en peligro, pero fue retirada de esa lista en 2013.

## Historia
Hay división de opiniones sobre la fundación de Bam. Algunos creen que fue fundada en tiempos del Imperio parto, existente entre los años 250 a. C. y 226 d. C. Bam era una ciudad prominente tanto económica como comercialmente, que se encontraba en la Ruta de la Seda y gozaba de reputación por sus telas y ropajes. Ibn Hawqal (943-977), el escritor árabe escribió sobre Bam en su libro Surat-ul-`ard (La figura de la tierra).

Allí se tejen de forma excelente, bella y duradera paños de algodón que son enviados a países y ciudades lejanas. También se hace una excelente ropa, cada una de las cuales cuesta alrededor de 30 dinares; éstas se venden en Jorasán, Irak y Egipto.

La antigua ciudadela de Arg-é Bam tiene probablemente una historia con una antigüedad de unos 2000 años, retrocediendo hasta la dinastía de los partos (250 a. C. — 224 d. C.), pero la mayoría de los edificios fueron construidos durante la dinastía safávida. La ciudad fue abandonada en gran parte debido a la invasión de Afganistán en 1722, que se sobrepuso a un débil gobierno iraní y acabó con el dominio safávido. Posteriormente, la ciudad volvió a ser habitada, aunque más tarde fue abandonada por segunda vez debido a un ataque de  invasores procedentes de Shiraz. También se utilizó durante un tiempo como un cuartel militar.
La actual ciudad de Bam se creó más tarde que la antigua ciudadela. Se ha desarrollado progresivamente como un centro agrícola e industrial y hasta el terremoto de 2003, estaba experimentando un rápido crecimiento. En particular, la ciudad es conocida por sus dátiles y cítricos. La ciudad también se ha beneficiado del turismo en los últimos años, con un creciente número de personas que acuden a la antigua ciudadela.
Tras el devastador terremoto que asoló la zona en 2003, la cooperación internacional y un plan de desarrollo para la nueva ciudad de Bam están haciendo resurgir la ciudad y a su conjunto arqueológico.

## Etimología
El origen de la palabra Bam guarda relación con la mítica historia de Irán. "Bam" es la evolución de la palabra "Bahman", la cual es el nombre de un rey, a quien Ferdousí (935-1020) nombra en su trabajo más famoso, Shahnameh (El Libro de los Reyes). En el poema, Bahman era el hijo de Esfandiyar, que había luchado contra Rostam, uno de los principales héroes del  Shahnameh. Ferdousí relata épicamente peleas de Bahman contra uno de los hijos de Rostam, llamado Faramarz. Una tormenta de arena entorpeció a Faramarz y Bahman lo derrotó; en celebración por su triunfo mandó construir una fortaleza sobre aquella colina de roca, donde la ciudadela se sitúa actualmente.

## Terremoto de 2003

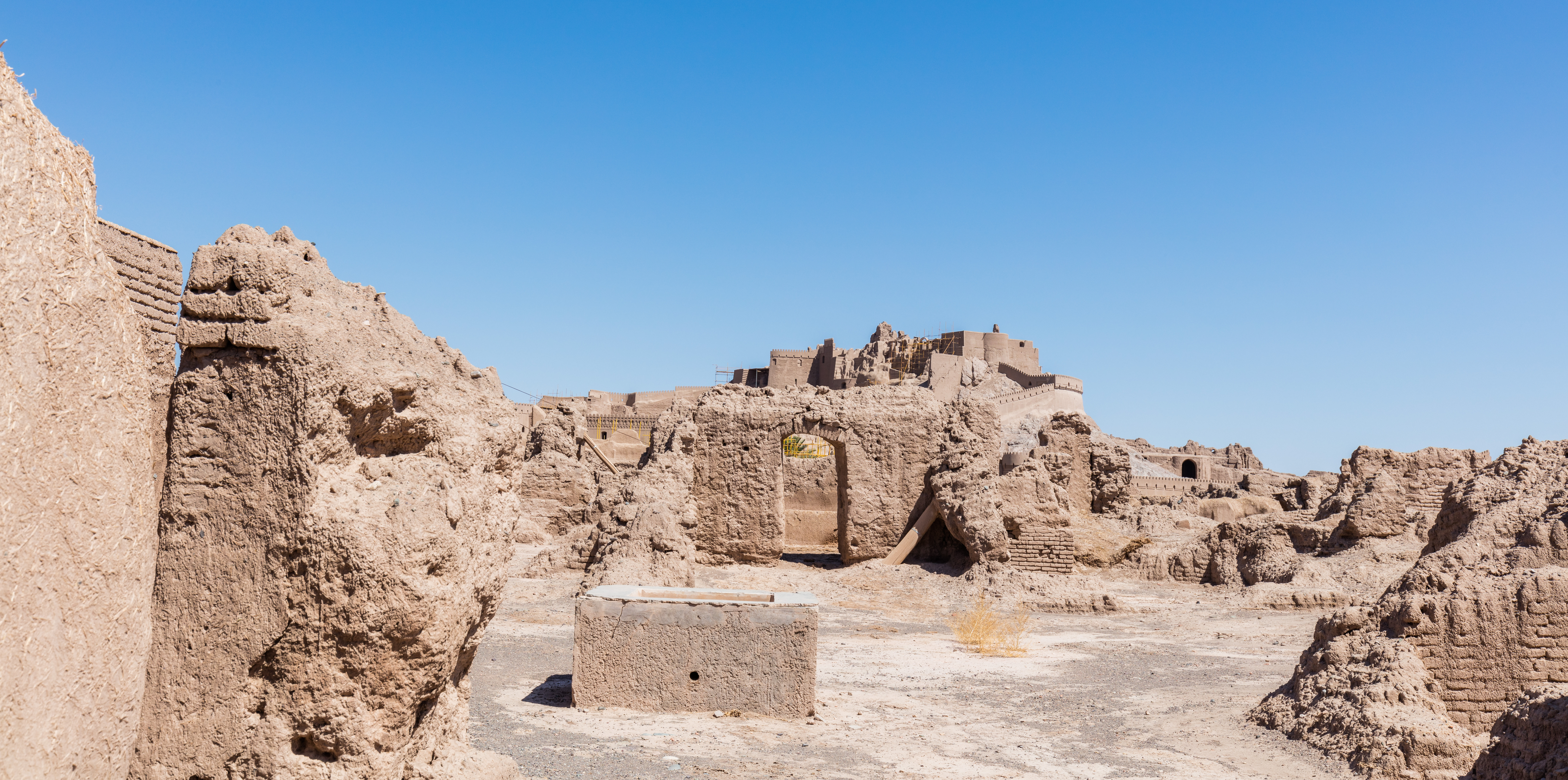
Área afectada por el terremoto a falta de ser reconstruida.

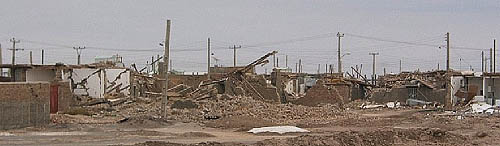
Imagen de Bam después del terremoto.

El 26 de diciembre de 2003 a las 5:26 AM de la hora local (a la 1:56 AM UTC) la Ciudadela de Bam, la estructura de adobe más grande del mundo, y la mayor parte de la ciudad de Bam fue devastada por un terremoto. La United States Geological Survey estimó que tuvo una magnitud de 6.2 sobre la escala de Richter. La BBC informó de  que el 70 % de la ciudad moderna de Bam había quedado en ruinas. Las primeras cifras de muertes llegaban a estar entre las 20 000 y 30 000, según diversos medios de comunicación. Sin embargo, el 17 de enero de 2004 cifraron las muertes en 41 000 y la última estimación de Teherán ha mermado hasta la mitad las estimaciones, dejando una cifra de 46 271 muertes. Además, hubo entre 50 000 y 90 000 heridos, sin embargo el número es muy incierto, aunque la cifra más difundida es la de 70 000 heridos, que fue originada por Reuters. Un contingente de ayuda internacional llegó a la zona del desastre tan pronto como la noticia se extendió por el resto del mundo. Las labores de rescate se convirtieron en una práctica común, y muchos de los muertos fueron enterrados en fosas comunes, permitiendo los mulás el saltarse los ritos funerarios islámicos debido al temor de epidemias.
El elevado número de muertes se produjo debido a que muy pocas de las personas que estaban en sus casas de adobe, que se derrumbaron posteriormente, lograron sobrevivir. Los trabajadores en las tareas de rescate informaron de que las estructuras de adobe se habían desintegrado completamente, y las personas se encontraban enterradas en montones de tierra, en lugar de en huecos, como ocurriría con un edificio de hormigón. Los pocos que sobrevivieron fueron rescatados en general durante las primeras horas, después de haber sido desenterrados por otros supervivientes locales, o se encontraban atrapados en bolsas de aire. Entre los supervivientes del terremoto se encontraba Sharbānou Māzandarānī (شهربانو مازندرانی en persa), de 97 años, que estuvo atrapada bajo los escombros durante ocho días. Los trabajadores de rescate tuvieron que excavar tres horas después de que sus perros rastreadores le encontraran. Sobrevivió por estar bajo una mesa cerca de una tubería de ventilación.
Las ayudas internacionales que acudieron a la escena del terremoto contribuyeron, en cierto modo, a descongelar las relaciones entre Irán y los países occidentales. Numerosos países enviaron suministros y equipos de búsqueda y de rescate.

## Después del terremoto

Vista de la fortaleza en 2016 con gran parte del complejo reconstruido.

Inmediatamente después del terremoto de 2003, el gobierno iraní comenzó a planificar una nueva ciudad basada en modernas teorías urbanísticas, para desechar los problemas que tenía la anterior ciudad. El desarrollo del plan necesitó al menos seis meses y causó significativas quejas contra el gobierno central y la administración local por parte de los supervivientes del terremoto en Bam. Sin embargo, el gobierno de Teherán siguió con sus proyectos y actualmente la ciudad está siendo reconstruida. La ciudadela también está siendo reconstruida por parte de especialistas del Ministerio de Cultura del país.
El 16 de marzo de 2007 una tormenta de arena de 130 km/h golpeó la ciudad de Bam sin previo aviso. Tres niños se asfixiaron, dos personas murieron en un accidente de coche y catorce personas resultaron heridas.